# Elizabeth Township (New Jersey)
Pour les articles homonymes, voir Elizabeth Township.
Elizabeth Township ou Elizabethtown est un canton qui a existé dans le comté d'Essex, dans le New Jersey, de 1664 à 1855.

## Histoire
La zone faisait initialement partie du Elizabethtown Tract (en), acheté aux Lenapes le 28 octobre 1664. 
Le canton d'Elizabethtown est formé le 31 octobre 1693, alors que la région est encore dans le comté d'Essex. Il est incorporé comme l'un des 104 premiers cantons du New Jersey par la loi de 1798 (Township Act of 1798 (en)) sur le canton de la législature du New Jersey le 21 février 1798. Des parties du canton sont prises pour former le canton de Westfield (27 janvier 1794), le canton de Springfield (14 avril 1794), Rahway Township (27 février 1804) et Clinton Township (14 avril 1834). 
Le 13 mars 1855, la ville d'Elizabeth est créée, combinant et remplaçant à la fois le canton d'Elizabeth et l'arrondissement d'Elizabeth. Avec la création de la ville d'Elizabeth, le canton d'Elizabeth est dissous.